# Jean XIII Glykys
Pour l’article homonyme, voir Glykys.
Jean XIII Glykys est le patriarche de Constantinople du 12 mai 1315 au 11 mai 1319.
Il succède le 12 mai 1315 à Niphon qui avait abdiqué à la suite d'une affaire de simonie en avril 1314.
Jean Glykys est un ancien fonctionnaire laïc. Il quitte le poste de patriarche le 11 mai 1319 pour des raisons de santé.